# Sendang Sikucing
Sendang Sikucing is een bestuurslaag in het regentschap Kendal van de provincie Midden-Java, Indonesië. Sendang Sikucing telt 4334 inwoners (volkstelling 2010).